# Snöstorp Nyhem FF
Snöstorp Nyhem FF är en fotbollsklubb från Halmstad. Klubben bildades den 3 mars 1993 genom en sammanslagning av klubbarna Snöstorps IF och Nyhems BK.

## Bakgrund
Nyhems BK hade en stark seniorsida tillsammans med en god ekonomi. Däremot var ungdomssidan mindre bra och där framförallt IF Leikin hade lyckats mycket bättre. Snöstorps IF hade däremot en stor ungdomsverksamhet, dock saknades resurserna för att hålla verksamheten på önskvärd nivå. Snöstorps fina Ungdomsverksamhet och Nyhems stabila ekonomi i kombination med bra seniorverksamhet blev ett och därmed en stark aktör bland fotbollsföreningar i Halmstad.
Hemmamatcher spelas på Skedalaheds IP.